# Cartuja de la Transfiguración

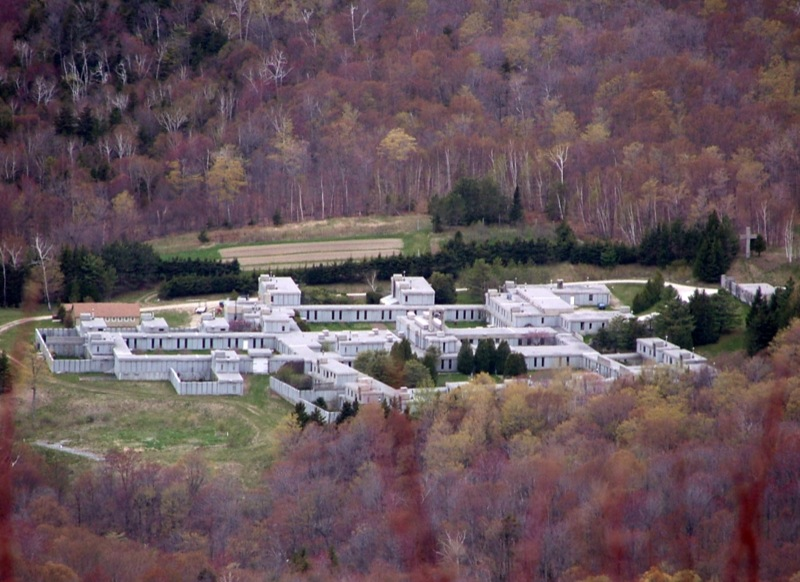
La Cartuja de la Transfiguración en 2006

La Cartuja de la Transfiguración (o también Charterhouse of the Transfiguration) es el único monasterio cartujo en los Estados Unidos. Se encuentra en el sur del estado de Vermont, cerca de Arlington, en un valle próximo al Monte Equinox. Está dedicado a la Transfiguración del Señor. El monasterio no puede ser visitado salvo por los familiares de los religiosos y los candidatos a la vida cartujana, de acuerdo con la disciplina general de la orden.

## Historia

### Los comienzos
Los cartujos llegaron a los Estados Unidos gracias al padre Thomas Verner Moore (1877-1969), psiquiatra benedictino, que había sido prior de la Abadía de San Anselmo (Washington) en 1942 y fundador del colegio universitario St. Anselm's. En 1947 ingresó en la Cartuja de Miraflores (España).
El Padre Moore (Dom Paul) estaba deseoso de fundar en su país natal. Tenía amistad con la pudiente familia neoyorquina formada por Robert y Louise Hoguet. Estos emprenden un viaje por Europa que les lleva a visitar Roma, La Gran Cartuja (Francia) y Burgos (España). En Roma, por medio del obispo Montini, futuro Pablo VI, los Hoguet consiguen audiencia privada con el papa Pío XII durante el Año Santo de 1950 en Roma, al que manifiestan su aspiración. Tiempo después, proceden igualmente con el superior general de la Grande Chartreuse (Francia). Luego viajan a Miraflores donde se encuentran con el Padre Moore.
Los Hoguet le ponen en contacto con una donante, la señorita Elizabeth Pierce, quien deseaba ingresar en los Carmelitas, y de paso donar sus propiedades en Vermont. Su propiedad Sky Farm les pareció estar ubicada en el sitio ideal. El Padre Moore se traslada allí en diciembre de 1950 con un postulante y varios candidatos para la vida religiosa.

### Primera fundación
Un superior, el Padre Pawsey, de la Cartuja de Parkminster (Inglaterra), llega en la primavera de 1951 con un hermano. La fundación se aprueba poco después. El monasterio se construye gradualmente con las ermitas (las casas-celda de los monjes) y edificios de granjas. Se suceden dos superiores mientras que el Padre Moore participa en el lento desarrollo de la comunidad hasta 1960. A la edad de ochenta y dos años, regresa a Miraflores por razones de salud, donde fallece en 1969.

### Traslado
Con el tiempo se llega a la conclusión de que el lugar de la primera fundación no es del todo apto para la vida cartujana, así que los monjes buscan otro lugar para trasladarse. En la historia de las fundaciones cartujanas suele ocurrir que el sitio inicial de una cartuja no es el más adecuado y la comunidad termina por trasladarse a una nueva residencia.
La propiedad de 28 km cuadrados en la que está actualmente instalada la Cartuja es una donación del Sr. Joseph George Davidson (1892-1969), reconocido químico y académico, expresidente de la Junta de Directores de la División de Productos Químicos de Union Carbide, y de su esposa, quienes al no tener hijos herederos optaron por dejar su propiedad a esta nueva fundación. Los monjes empezaron a llegar en 1960 y se instalaron en alojamientos temporales hasta que se edificó la nueva cartuja en 1970, construida con granito de Vermont por la oficina de arquitectos Victor Christ-Janer y asociados.
Situada en plena montaña, no muy lejos del lago Madeleine, la cartuja está totalmente aislada y rodeada de bosques.